# Oļegs Latiševs
Oļegs Latiševs (Riga, Letonia, 1 de junio de 1980) es un árbitro de baloncesto letón.

## Trayectoria
Latisevs empezó su carrera como árbitro a la edad de 15 años (1995), cuando se consiguió la licencia de árbitro y fue invitado para arbitrar en el Campeonato de la Liga Juvenil de Baloncesto de Letonia. Después de cinco temporadas (2000), fue galardonado con la categoría de árbitro nacional, convirtiéndose en el árbitro de la Major League Basketball de Letonia.
Recibió la internacionalidad, como árbitro de baloncesto FIBA, a la edad de 23 años (2003). A partir de 2004, fue designado regularmente como árbitro a los principales campeonatos europeos e internacionales. Su presencia fue solicitada en un gran número de EuroBasket a partir de 2005. También participó en algunas Copas Mundiales de Baloncesto FIBA y en sucesivas temporadas de la Euroliga.
En 2012 y 2016, Latisevs se convirtió en uno de los 30 árbitros de FIBA (en total, 350 árbitros de Europa tienen licencias de árbitro de baloncesto de la FIBA) que tuvieron el honor de ser árbitros de los Juegos Olímpicos.

## Temporadas
| Categoría        | País    | Año               |
| ---------------- | ------- | ----------------- |
| Categorías bases | Italia  | 1995 - 2000       |
| Liga de Letonia  | Letonia | 2000 - Actualidad |
| FIBA             | Mundo   | 2002 - Actualidad |
| Euroliga         | Europa  | 2007 - Actualidad |